# Pteromalus squamifer
Pteromalus squamifer är en stekelart som beskrevs av Thomson 1878. Pteromalus squamifer ingår i släktet Pteromalus och familjen puppglanssteklar. Arten är reproducerande i Sverige. Inga underarter finns listade i Catalogue of Life.